# Maccarese-Fregene
Maccarese-Fregene (włoski: Stazione di Maccarese-Fregene) – stacja kolejowa w Maccarese (część gminy Fiumicino), w prowincji Rzym, w regionie Lacjum, we Włoszech. Znajduje się na linii Piza – Rzym.
Według klasyfikacji RFI ma kategorię srebrną.
W tym miejscu linia kolejowa Rzym-Piza (Tirrenica) rozgałęzia się na dwie osobne linie, w tym do Ponte Galeria, gdzie obecnie jest wykorzystywana głównie w ruchu towarowym.

## Połączenia
Na przystanku zatrzymują się pociągi regionalne do Ladispoli, Civitavecchia, Montalto di Castro, Grosseto, Roma Ostiense i Roma Termini.

## Linie kolejowe
- Piza – Rzym